# Imputacja
Imputacja – sztuczne wstawienie pewnych wartości do tabeli danych. Na ogół imputacja jest wykonywana w celu usunięcia tzw. braków danych, czyli wartości nieznanych. Wiele metod statystycznych nie akceptuje bowiem obserwacji z brakami danych.
Istnieje wiele różnych metod uzupełniania braków danych (ang. missing data imputation), najprostszą jest zastąpienie braków danych średnią ze wszystkich wartości danej zmiennej w próbce.

## Imputacja wielokrotna
Zaawansowaną, a przy tym uniwersalną metodą imputacji jest imputacja wielokrotna (ang. Multiple Imputation) Rubina. Metoda ta działa w następujący sposób:
Niech {\displaystyle M\colon A\rightarrow B} jest dowolną metodą statystyczną wymagającą kompletnych danych, której dane wejściowe to {\displaystyle A} a dane wyjściowe to {\displaystyle B.} Załóżmy, że nasze dane {\displaystyle X} mają braki danych, a chcielibyśmy zastosować metodę {\displaystyle M.}
1. Estymujemy parametry wielowymiarowego rozkładu {\displaystyle R} danych {\displaystyle X.}

2. Wykonujemy w pętli dużą liczbę razy, dla {\displaystyle i=1,2,\dots ,N} następujące czynności:
2a. Uzupełniamy braki danych w {\displaystyle X} wartościami wylosowanymi z rozkładu {\displaystyle R,} uzyskując {\displaystyle X_{i}}
2b. Stosujemy metodę {\displaystyle M,} czyli wyliczamy {\displaystyle Y_{i}=M(X_{i})}
3. Łączymy (uśredniamy) wyniki {\displaystyle Y_{1},Y_{2}\dots ,Y_{N},} aby otrzymać {\displaystyle Y.} Algorytm łączenia musi być dobrany do metody {\displaystyle M.} W przypadku metod, dla których {\displaystyle Y} jest liczbą rzeczywistą, może to być np. średnia arytmetyczna. W przypadku niektórych metod (np. analiza skupień) łączenie nie jest trywialne i może być wręcz niemożliwe.